# Saša Pavček
Saša Pavček, slovenska igralka, pesnica, dramatičarka in esejistka *21. april 1960, Ljubljana.

## Življenje
V Ljubljani se je izobraževala najprej na Gimnaziji Poljane, nato pa je študirala na Akademiji za gledališče, radio, film in televizijo in leta 1983 diplomirala iz dramske igre in umetniške besede. Študijsko se je izpopolnjevala v Parizu, nastopila z dvojezičnimi recitali slovenske poezije in igrala v Théâtre Arcane. Od leta 1985 je stalna članica Slovenskega narodnega gledališča Drama Ljubljana, od leta 2000 ima status prvakinje. Oblikovala je več kot 200 likov klasičnega in modernega gledališkega repertoarja ter filmskih in televizijskih vlog. 
Med letoma 2006 in 2021 je na AGRFT v Ljubljani kot redna profesorica poučevala umetniško besedo. 
Je članica Društva slovenskih pisateljev, Društva slovenskih avdiovizualnih igralcev in Združenja dramskih umetnikov Slovenije, ki mu je med letoma 2017 in 2019 predsedovala ter bila pobudnica za ustanovitev Sklada Jerneja Šugmana. Je tudi ambasadorka projektov Slovenija bere, Lahko branje in Slovenija Transplant ter skrbnica literarne zapuščine Toneta in Marka Pavčka.
Na evropskih volitvah 2024 je kandidirala na šestem mestu skupne liste strank DeSUS in Dobra država. Na volitvah 9. junija listi ni uspel preboj v Evropski parlament, Saša Pavček pa je dobila 653 preferenčnih glasov volivcev.

## Delo

### Dramatika
Svojo literarno pot je začela leta 1998 s priredbo dramskega besedila Marjana Tomšiča Bužec on bušca jaz in ga kot monokomedijo v režiji Borisa Cavazze uprizorila več kot petstokrat. Leta 2003 je napisala prvo dramsko besedilo Čisti vrelec ljubezni. Sledile so še drame Al' en al' dva (2005), Pod snegom (2007), Arija (2007) in Na valovih (2019). Prevedene so v angleški, nemški, italijanski, španski, ruski, srbski in makedonski jezik ter objavljene v antologijah (Makedonija, Rusija). 
Vsa njena dramska besedila so bila tudi uprizorjena.
V svojih dramskih delih tematizira družbeno stigmatiziranje, prešuštvo in odsotnost enega od staršev, s čimer nakazuje na pomembno vlogo družine. Njeni moški liki imajo željo po tem, da bi bili povsod prvi, ženski pa po priznanju svojega dela.
Jezik njenih dram je pogosto zvrstno in narečno zaznamovan, lahko pa je tudi privzdignjen in verzificiran. Konci so povsod vsaj delno odprti. Gledališki teoretik Blaž Lukan meni, da »njena dramatika raste iz njenega igralskega ustvarjanja«.

#### Uprizoritve dramskih del
- Čisti vrelec ljubezni – SNG Drama Ljubljana (sezona 2003/04), Prijedor (sezona 2006/07)
- Al' en al' dva – Gledališče Koper, MGL (sezona 2004/05)
- Pod snegom – Glej (sezona 2007/08), Mini teater (sezona 2017/18)
- Arija – Radio Slovenija (2007), Hercegnovi (2008), Tristan Bathes Theatre, London (2009), MO Kranj (2010)
- Na valovih – SSG Trst, Cankarjev dom, ŠKUC (sezona 2019/20), Šentjakobsko gledališče (sezona 2021/22)

### Proza in esejistika
Kot poklicna gledališka igralka ima Saša Pavček konstanten in tesen stik z gledališčem, ki narekuje tudi njeno prozo. Piše eseje o gledališču, kulturi, umetniški besedi, portrete umetnikov in radijske igre.
Leta 2005 je izšel njen knjižni prvenec Na odru zvečer, kjer je svojim dramskim besedilom dodala eseje o gledališču. Knjiga je zastopala Slovenijo na knjižnem sejmu v Frankfurtu. Leta 2011 je izšla v španskem prevodu Ane Cecilie Prenz Kopušar pod naslovom Esta noche en escena.
Leta 2019 je za monografijo Osebnosti slovenskega gledališča, izdano pri ZRC SAZU, napisala esej o Jerneju Šugmanu Neznosna lahkost igranja.
Leta 2020 je v zbirko kratkih zgodb slovenskih in bolivijskih pisateljev Slike in zgodbe, ki jo je zasnovala Ejti Štih, prispevala zgodbo Zaznamovana.
Leta 2022 je bila izdana njena knjiga Živi ogenj gledališča, ki prav tako prinaša eseje o gledališču, kulturi in umetniški besedi ter avtobiografske zapise.
V času epidemije je vse otrpnilo, zaprla so se vrata gledališč. V tem zastalem času je igralka in pisateljica Saša Pavček, ki se ni mogla sprijazniti s svetom, v katerem se predstave prenašajo preko spleta, poiskala svoje zapise in obudila spomine na živo gledališče. Sestavila jih je v mozaik razmišljujočih, napetih in tudi humornih zgodb o prvem stiku z gledališčem, otroštvu v Mladinskem gledališču, soočenju z disleksijo, študiju in poučevanju na AGRFT, igralskih nastopih, pisanju dramatike ... Spominom je dodala še eseje o umetniški besedi, dramatiki, poeziji, komediji in tragediji ter petnajst portretov gledališčnikov, ki jih je srečevala na odru in v zakulisju. Živi ogenj gledališča je hvalnica gledališki umetnosti in energiji, ki se pretaka med igralci in občinstvom. Lepota in duhovna moč umetnosti nas povezuje v skupnost in pomaga pri razmisleku o nas samih in svetu. (Besedilo na platnici)

### Poezija
Svojo prvo pesniško zbirko Obleci me v poljub je izdala leta 2010. Knjiga, ki jo je oblikovala Petra Oven Černe,  je prejela nagrado za najlepšo knjigo Slovenskega knjižnega sejma v Ljubljani 2011.
Prevedena v španski jezik (Ana Cecilia Prenz) je tega leta izšla tudi v Buenos Airesu pod naslovom Vistime con un beso; nekatere pesmi so prevedene v ruščino, litovščino, poljščino, češčino, italijanščino in srbščino.
Leta 2017 je nekaj njenih pesmi v italijanskem jeziku izšlo v knjigi Meni je lep ta svet / A me piace questo mondo, ki je tudi izbor poezije njenega očeta Toneta Pavčka in brata Marka Pavčka v prevodu in uredništvu Jolke Milič. Njene pesmi so objavljene tudi v antologiji slovenske poezije na Češkem ter v antologiji Pesem sem (2018), ki sta jo uredila Igor Saksida in Aleš Šteger.
Leta 2017 je v Banja Luki izšla dvojezična knjiga njene poezije, esejistike in dramatike U srčanom džepu /  V srčnem žepu v prevodu Željka Perovića. 
Leta 2021 je izšla njena druga pesniška zbirka Zastali čas, cikel pesmi v njej je bil nominiran za nagrado Fany Haussmann.

### Mladinska dela
Leta 2014 je izdala pravljico Zakaj je polje jezero, ki je prejela znak kakovosti za mladinsko literaturo zlata hruška 2015 in leta 2017 nominacijo za nagrado desetnica. Leta 2018 je izšla pesnitev Rumi in kapitan, ki je bila prav tako nominirana za nagrado desetnica. 
Leta 2021 je izdala didaktično slikanico Miška ima roza očala.

## Ocene
Zdi se torej, da dramatika Saše Pavček raste iz istega 'čistega vrelca ljubezni', ki napaja tudi njeno igralstvo, in čeprav je mogoče – in priporočljivo! – njene drame in razmišljanja tudi brati, se zdi, da najmočneje zaživijo ravno v gledališču, 'na odru zvečer', od koder vrejo in kamor se navsezadnje tudi vračajo. (Lukan 2005: 164)
Saša Pavček je oseba, ki si upa. Je še kaj bolj drznega na tem pohlepnem svetu, kot upati v ljubezen in smisel bivanja? V lepoto skladja, ki jo gradi s telesom in jezikom v gledališču in na straneh te kristalne knjige. Na odru zvečer je pomenljivo dejanje. (Košir 2005)
Sodobna ljubezenska poezija ima ob vsej nesramežljivosti eno 'sramežljivo' lastnost: izogiba se neposredni prvoosebni izpovedi. Pesmi Saše Pavček se ji ne. Najpogostejši besedi v naslovih sta poljub in srce, dva označevalca, ki opravljata svojo prastaro nalogo na tako izviren način, kot da jo opravljata prvič. To je prva stvar, po kateri bomo to poezijo prepoznali in se je spominjali, druga, povezana z njo, pa je, da je pesnico k pesnjenju očitno zvabila ljubezen. (Kolšek 2010: 76)

## Nagrade
Za gledališko ustvarjanje je prejela 30 nagrad in nominacij, med njimi za igro nagrado Veljka Maričića (1986), nagrado zlata ptica za ples (1982), dvakrat Severjevo nagrado (1982, 1992), nagrado Prešernovega sklada (2000), Borštnikovo nagrado (2007), Kocjančičevo nagrado (2010) in nagrado vesna (2011).
Leta 2017 je prejela Borštnikov prstan za življenjsko delo na področju igralske umetnosti.
V svoje igralske like vstopa oprezno, radovedno, občutljivo, z upanjem in s strahom hkrati, pa z neko neulovljivo melanholijo, svojo »dobro znanko«. Morda lahko le tako svoje vloge sploh oblikuje in hkrati z njimi sestavlja tudi lastno igralsko, umetniško podobo. Njene stvaritve nemalokrat učinkujejo »rahlo metafizično«, razlog za to je morda v njeni zavesti o skrivnostni nedostopnosti tistega bistva, ki ga s svojim igralskim telesom in glasom uprizarja, o nemoči do popolnosti približati se drugemu in sebi, čeprav se, paradoksno, prav v tej razliki pokaže največja možnost bližine; ta ni nikdar izsiljena, temveč z igralkine kože, z odra izstopi, zasije kot nekaj, kar se čutom že izmika. Nemara je poglavitni vir za oblikovanje vlog tudi njena zadržanost; kljub igralkini temeljni odprtosti, zaznamovani z ljubečimi, na široko odprtimi očmi in mehkim, rahlo zastrtim glasom, je v izhodišču njene igre tipanje, iskanje odkritega v skritem, zavedanje ne samo gledališke minljivosti. (iz obrazložitve ob prejemu Borštnikovega prstana)
Nagrajena je bila tudi za literarno ustvarjanje. Za dramo Al' en al dva? Je v Trstu prejela mednarodno literarno nagrado Umberto Saba (2004), za radijsko igro Arija pa na mednarodnem festivalu radijskih iger v Iranu nagrado mir in prijateljstvo med narodi (2015). Trikrat je bila nominirana za Grumovo nagrado, dvakrat za nagrado desetnica, dvakrat za nagrado Fanny Haussmann in dvakrat za nagrado Mira.
Za svoj dosedanji odrski in književni opus je leta 2022 prejela najvišje priznanje Mestne občine Ljubljana Župančičevo nagrado.

## Izbor bibliografije
- Čisti vrelec ljubezni (2003) (COBISS)
- Na odru zvečer (2005) (COBISS)
- Obleci me v poljub (2010) (COBISS)
- Zakaj je polje jezero?: pravljica o skrivnosti Cerkniškega jezera (2014) (COBISS)
- Meni je lep ta svet = A me piace questo mondo (2017) (COBISS)
- U srčanom džepu = V srčnem žepu (2017) (COBISS)
- Rumi in kapitan (2018) (COBISS)
- Saša Pavček (2018) (COBISS)
- Miška ima roza očala (2021) (COBISS)
- Zastali čas (2021) (COBISS)
- Živi ogenj gledališča (2022)